# Новоякупово (Абдулинський міський округ)
Новояку́пово (рос. Новоякупово) — село у складі Абдулинського міського округу Оренбурзької області, Росія.

## Населення
Населення — 880 осіб (2010; 967 у 2002).
Національний склад (станом на 2002 рік):
- татари — 98 %